# Air Tractor AT-802
L’Air Tractor AT-802 est un monomoteur de travail agricole américain utilisable comme bombardier d’eau et avion d'attaque au sol.

## Origine
C’est une version agrandie de l'AT-503, dont la capacité est portée à 3 070 litres de produits chimiques grâce à une trémie ventrale qui complète celle qui est traditionnellement installée entre le moteur et le poste de pilotage biplace. Cette version est facilement reconnaissable à des surfaces additionnelles verticales montées sous le stabilisateur. Le prototype N802LS AT-800 a volé le 30 octobre 1990.

## Déclinaison

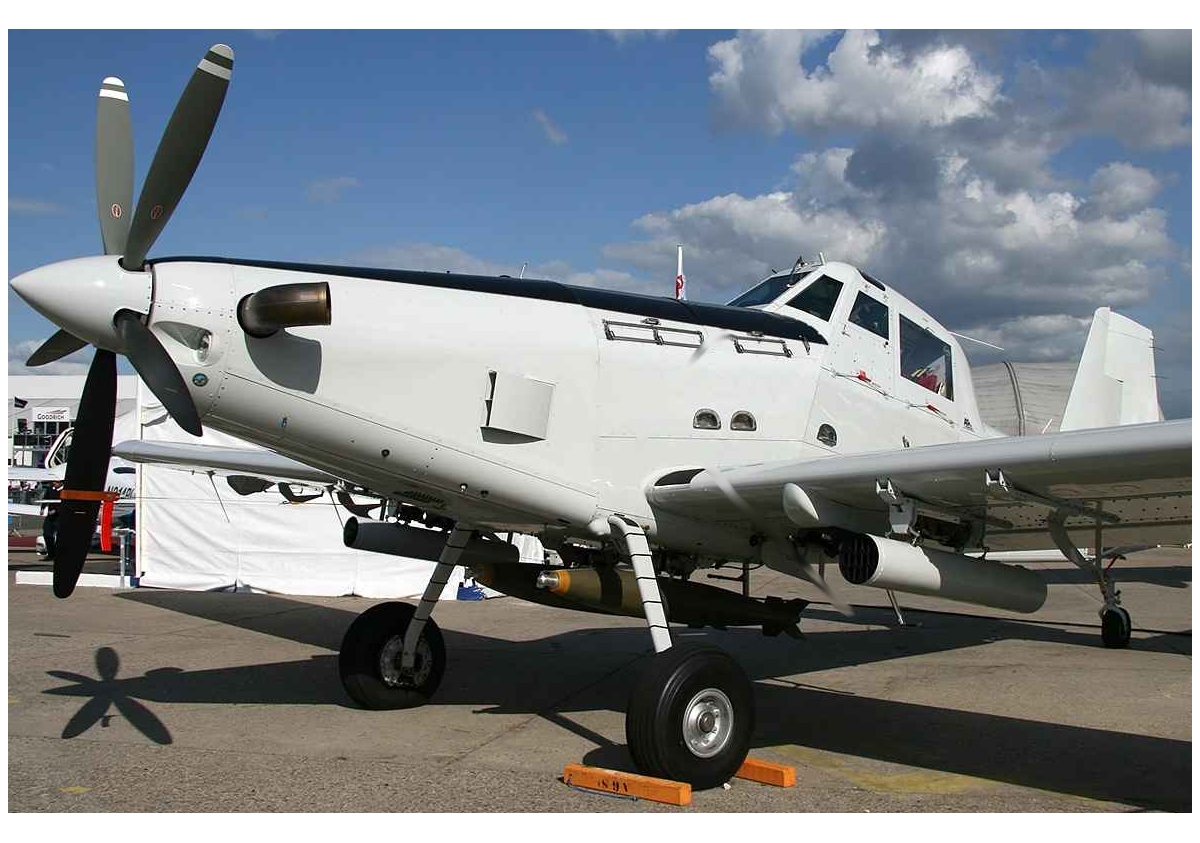
Air Tractor en version de lutte anti-guérilla présenté en 2009.

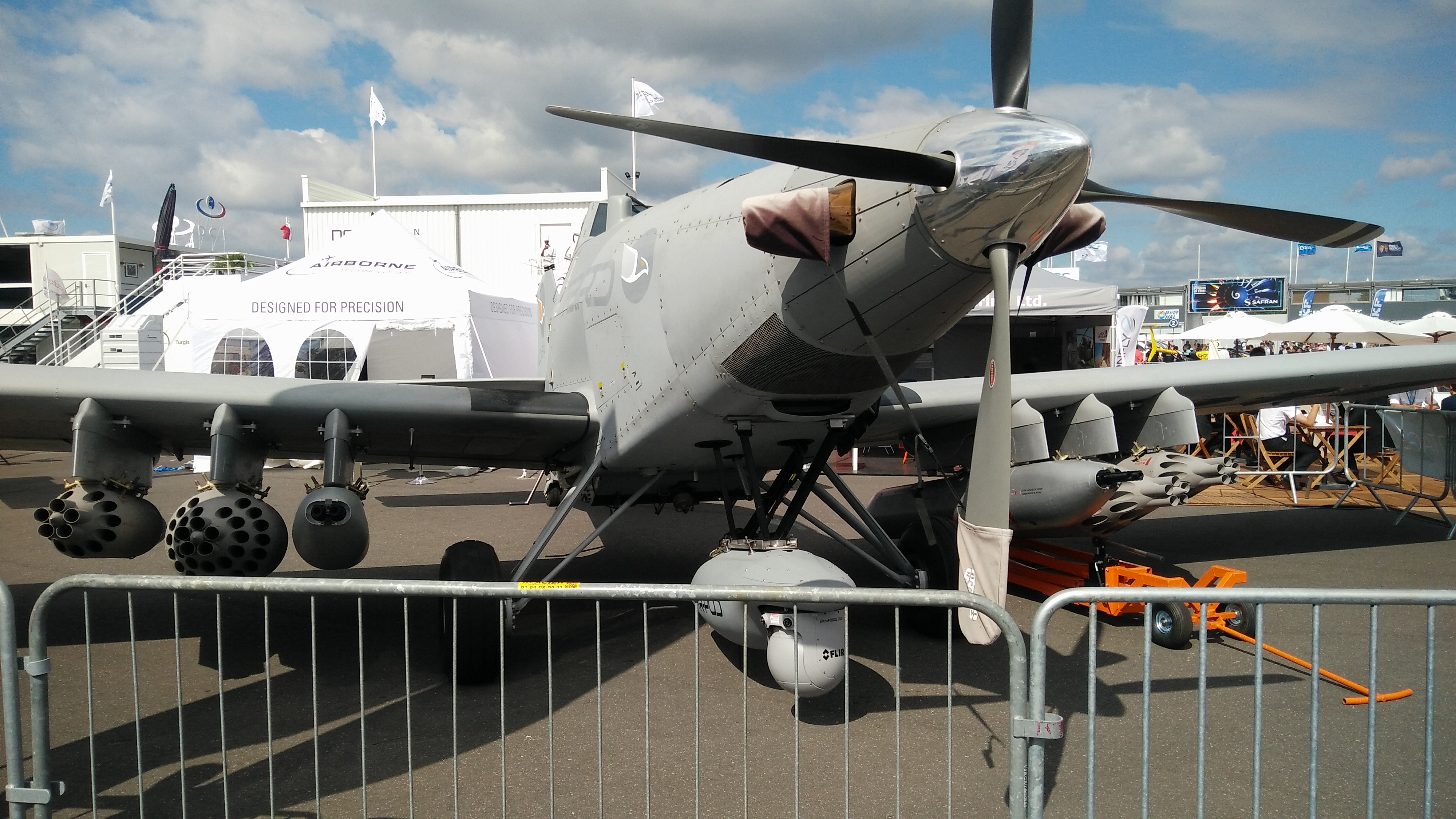
AT-802L au Salon international du Bourget en 2017

- Air Tractor AT-802A : version monoplace agricole dont le prototype [N1546H] a pris l’air le 6 juillet 1992.
- Air Tractor AT-802F : bombardier d’eau classé par la FAA comme Type 4 SEAT (Single Engine Air Tanker). Cette version est très répandue aux États-Unis et au Canada. Le groupe canadien Conair Inc (en) en a 23 en novembre 2021[2].
- Fire Boss : AT-802 modifié pour recevoir deux flotteurs amphibies Wipair 1000. Ces flotteurs permettent d’écoper de l’eau à la surface d’un lac ou d’une rivière. Une étude effectuée en février 2006 au Canada a démontré que la présence des flotteurs limite en largeur et en longueur la surface pulvérisée.
- AT-802U Block 1, Block 2, Archangel : versions biplaces d'attaque au sol en service depuis 2011 pour le Block 1. Commandé à 24 unités par la force aérienne des Émirats arabes unis qui depuis 2015 les remplace par les Archangel motorisés par Pratt & Whitney PT6A-67F ayant une autonomie de plus de 10 heures et ayant 6 points d'emports pour senseurs, bombes, missiles antichars et roquettes[3].
- AT-802L : variante de l'AT-802U, conçu par Air Tractor Inc et L3. Il a une endurance de plus de dix heures et peut emporter plus de 2812 kg de charge utile telle que des missiles guidés, des roquettes ou des bombes sur onze points d'emports.
- L3Harris OA-1K Skyraider II : variante d'attaque au sol employée par le Commandement des opérations spéciales de la force aérienne des États-Unis depuis 2024.

## Opérateurs

### Civils

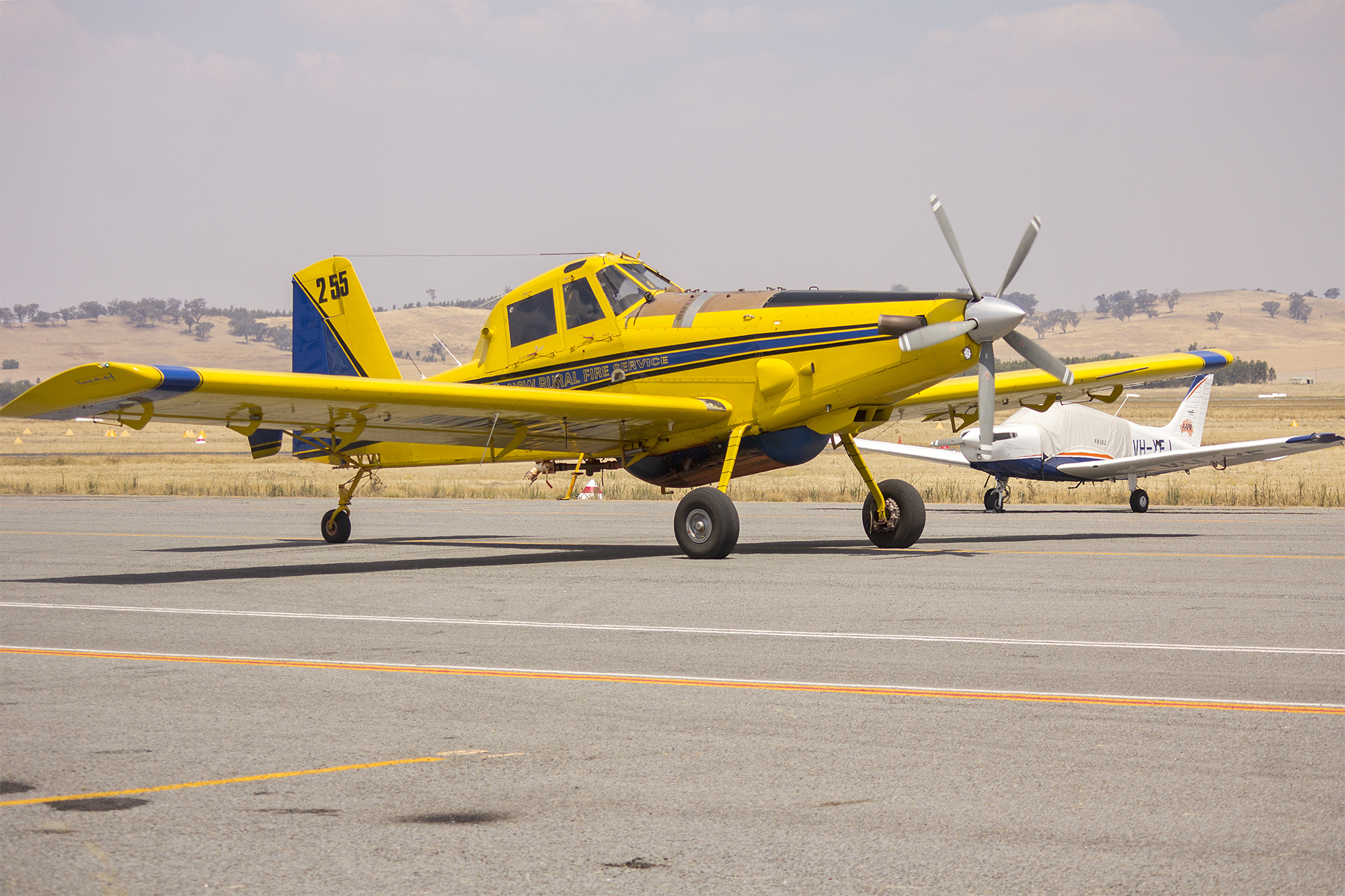
Kennedy Aviation (VH-XAU) Air Tractor AT-802.

L'avion est populaire auprès des opérateurs civils pour diverses applications.

### Militaires et gouvernementaux
Algérie
- Commande de six exemplaires pour l' Armée nationale populaire, dont trois réceptionnés en avril 2024 - Bombardier d'eau[4],[5].

 Argentine
- Province de Córdoba - Bombardier d'eau

 Brésil
- Pompiers militaires de Distrito Federal
- Pompiers militaires du Mato Grosso

 Burkina Faso
- Force aérienne du Burkina Faso - 1 AT-802

 Canada
- Air Spray
- Conair Group
- Gouvernement des Territoires du Nord-Ouest

 Chili

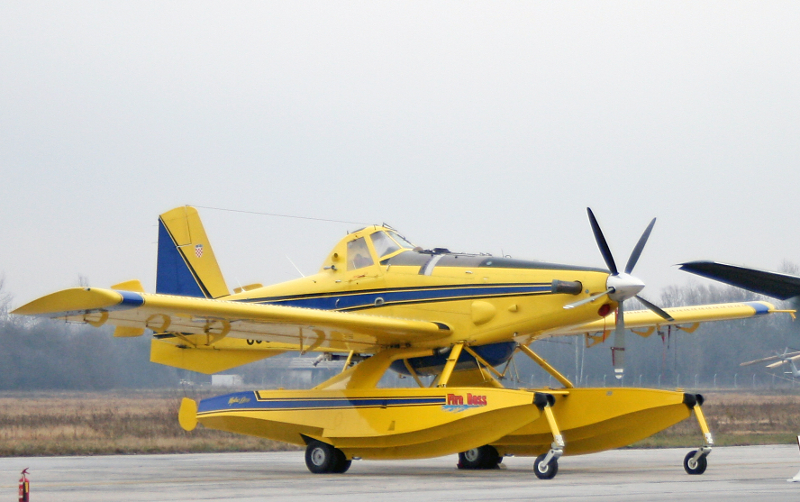
Air Tractor AT-802AF Fire Boss croate

- Corporación Nacional Forestal - 3 AT-802F

 Croatie
- Aviation militaire croate - 5 AT-802A Fire Boss + 1 AT-802F

États-Unis
- Une version de cet avion a été essayée par l'United States Air Force dans le cadre de son programme d'avion d'attaque léger[6]. Le 2 août 2022, l'AT-802U Sky Warden est choisi pour équiper à soixante-quinze exemplaires l'United States Special Operations Command[7] à partir de 2023. Le 9 décembre 2022, vingt-huit exemplaires seront basés sur la Will Rogers Air National Guard Base en Oklahoma, et opérés par le 310th Special Operations Squadron[8]. Cette version est nommée L3Harris OA-1K Skyraider II le 27 février 2025[9]/

 Égypte
- Force aérienne égyptienne - 12 AT-802U (achetés aux Émirats Arabes Unis en 2016)

 Espagne
- Ministère de l’Environnement (CEGISA) - 3 AT-802A
- Avialsa T35 - 15 AT-802 + 14 AT-802F

 France
- Sécurité Civile - 2AT-802. À compter du 1er juillet 2023, quatre avions bombardiers d’eau de la firme Air Tractor viennent renforcer le parc aérien girondin de lutte contre les incendies dans le Sud-Ouest de la France[10].

 Gambie
 Indonésie
- PT Pertamina

 Israël
- Force aérienne et spatiale israélienne - 14 AT-802F (dont deux Fire Boss)

 Italie
- Protezione Civile - 10 AT-802A Fire Boss

 Jordanie
- Force aérienne royale jordanienne

 Kenya
- Forces de défense du Kenya - 12

 Macédoine
- Direction de la Protection et du secours de la République de Macédoine - 3 AT-802A Fire Boss

 Yémen
- Forces armées yéménites

### Anciens opérateurs
Émirats arabes unis
- Force aérienne des Émirats arabes unis - 24 IOMAX AT-802i BPA

Avions comparables
- Ayres Thrush
- Cessna 188
- Grumman AgCat
- Piper PA-25 Pawnee
- PZL-106 Kruk
- PZL-Mielec M-18 Dromader